# 민병권
민병권(閔丙權, 1918년 9월 27일~1992년 2월 17일)은 초대 원호처 처장·4선 국회의원·제23대 교통부 장관 등을 지낸 대한민국 군인 겸 정치인이다.

## 일생
본관은 여흥(驪興)이고 호(號)는 송암(松巖)이다. 황해도 봉산군 사리원읍(현 사리원시)에서 출생했으며 경성부 종로방에서 어린 시절을 보냈다. 일제강점기 말기에 학도병으로 징집되었다.
광복 이후 군사영어학교에 입학했으며 육군 소위로 임관했다. 한국 전쟁에도 참전했으며 육탄11용사의 전투, 홍천 말고개 전투를 지휘하였다.
1963년에 육군 중장으로 예편하였으며 제6대 국회의원 선거에 출마해 함양군·거창군 선거구에서 당선되었다.
1992년 2월 17일 3시 30분에 서울시 서초구 방배동 자택에서 숙환으로 사망했다. 유해는 국립서울현충원 장군묘역에 안장되었으며 그의 군장 및 여러 표창장들은 육군사관학교 육군박물관에 기록 및 보관되고 있다.

## 학력
- 1937년: 경성상업실천학교 졸업
- 1944년: 일본 주오 대학교 법학과 중퇴
- 1946년: 대한민국 군사영어학교 1기
- 1950년: 대한민국 육군보병학교 졸업
- 1956년: 미국 육군참모대학교 졸업
- 1959년: 대한민국 국방대학원 행정학 석사

## 약력
- 1944년: 일본군 학병 징집
- 1948년: 육군 제19연대장
- 1948년: 육군 제6사단참모장
- 1951년: 육군본부부관감
- 1954년: 육군부관학교장
- 1956년: 육군 제21사단장
- 1957년: 육군본부 인사국장
- 1960년: 국방부 병무국장
- 1961년: 원호처 초대처장
- 1963년: 예편 (육군 중장)
- 1963년: 민주공화당 당무위원
- 1963년: 제6대 국회의원(민주공화당)
- 1966년: 국회 국방위원장
- 1967년: 제7대 국회의원(민주공화당)
- 1967년: 민주공화당 당무의원
- 1969년: 국회 국방위원장
- 1970년: 천주교 군종교구 가톨릭 군종후원회 초대회장
- 1971년: 제8대 국회의원(민주공화당)
- 1971년: 민주공화당 중앙위원장
- 1973년: 제9대 국회의원(유신정우회)
- 1973년: 유신정우회 원내총무
- 1975년: 제2무임소장관
- 1976년: 제2무임소장관
- 1976년: 유신정우회 국회의원 재선
- 1976년: 행정개혁위원회 비상임위원
- 1976년: 수단국 경제사절단 단장
- 1976년: 아시아의원연맹 APU 단장
- 1977년: 대한민국 교통부 교통부 장관 및 대한민국 제2무임소장관 겸임
- 1978년: 대한민국 제2무임소장관
- 1978년: 제263대 교황 요한 바오로 1세 제관식 대통령특사
- 1980년: 공화당총재 상임고문
- 1981년: 민주평화통일자문회의 상임위원
- 1984년: 국토통일원 고문

## 가족 관계
- 배우자: 최정순(1927년생)
- 장남: 민태기(1948년생)
- 장녀: 민명숙(1955년생)
- 차녀: 민화숙(1958년생)
- 차남: 민윤기(1959년생)
- 삼녀: 민종숙(1961년생)

## 인간 관계
- 자신과 성만 다르고 한글 이름이 같은 예비역 육군 중장 박병권(朴炳權) 제14대 국방부 장관과는 사적으로 군사영어학교 동기이다.

## 상훈
- 을지무공훈장
- 금성무공훈장
- 충무무공훈장
- 2등건국공로훈장
- 청조근정훈장

## 같이 보기
- 박정희
- 최규하
- 박병권
- 김수환
- 이후락
- 김형욱
- 전두환

## 민병권을 연기한 배우들

### TV 드라마
- 오승룡 - 1995년 제4공화국(MBC 드라마)
- 이영달 - 1995년 코리아게이트(SBS 드라마)

## 역대 선거 결과
|  | 56.77% |

|  | 69.96% |

|  | 58.50% |

|  | 0% |